# Copa da Amizade Brasil-Japão de Futebol Infantil de 2017
A Copa da Amizade Brasil-Japão de Futebol Infantil de 2017 foi a 20ª edição dessa competição organizada pela ex-jogador de futebol Zico, para jogadores com até 15 anos de idade. Foi disputada entre os dias 28 de agosto e 2 de setembro na cidade do Rio de Janeiro, no Brasil. Todos os jogos são disputados no Estádio Antunes.
O time do Flamengo e do Grêmio chegaram a final da competição. As duas melhores campanha de toda a competição, tendo o time gaúcho chegando com 100% de aproveitamento, dezoito gols marcados e nenhum gol tomado. E neste jogo decisivo prevaleceu o melhor time durante toda a disputa, o Grêmio venceu por 1 a 0 e conquistou o seu primeiro título da Copa da Amizade Brasil-Japão.

## Regulamento
As 20 equipes participantes foram separadas em cinco grupos de quatro cada. Na primeira fase elas jogaram entre si, dentro dos seus respectivos grupos, e as primeiras colocadas, juntamente com os três melhores segundo lugares de cada grupo, avançaram para as quartas de final.
A segunda fase (quartas de final, semi final e final) foi disputada na forma de mata-mata, em jogo único. Em caso de empate nesta fase, a equipe que obteve a melhor campanha na primeira fase se classificaria.

### Critérios de desempate
Caso houvesse empate de pontos entre dois ou mais equipes, os critérios de desempates seriam aplicados na seguinte ordem:
1. Número de vitórias;
2. Saldo de gols;
3. Gols marcados;
4. Confronto direto;
5. Número de cartões vermelhos;
6. Número de cartões amarelos.

## Equipes participantes
| Equipe           | Confederação | Títulos                    |
| ---------------- | ------------ | -------------------------- |
| Atlético Mineiro | CONMEBOL     | 2 (2000, 2010)             |
| Audax Rio        | CONMEBOL     | ---                        |
| Avaí             | CONMEBOL     | ---                        |
| Bangu            | CONMEBOL     | ---                        |
| Boavista-RJ      | CONMEBOL     | ---                        |
| Botafogo         | CONMEBOL     | 2 (1998, 2015)             |
| CFZ-RJ           | CONMEBOL     | 1 (2003)                   |
| Cruzeiro         | CONMEBOL     | 1 (2008)                   |
| Flamengo         | CONMEBOL     | 4 (1999, 2005, 2011, 2014) |
| Fluminense       | CONMEBOL     | 2 (2006, 2009)             |
| Grêmio           | CONMEBOL     | ---                        |
| J. League        | AFC          | ---                        |
| Kashima Antlers  | AFC          | ---                        |
| Kashima Norte    | AFC          | ---                        |
| Kashima Tsukuba  | AFC          | ---                        |
| Osasco FC        | CONMEBOL     | ---                        |
| Ponte Preta      | CONMEBOL     | ---                        |
| Santos           | CONMEBOL     | 1 (2016)                   |
| São Carlos       | CONMEBOL     | ---                        |
| Vasco da Gama    | CONMEBOL     | 4 (2001, 2004, 2012, 2013) |